# Saïd Mohammedi
Pour les articles homonymes, voir Mohammedi.
Saïd Mohammedi (connu aussi sous son nom de guerre Si Nacer), né le 27 décembre 1912 à Larbaâ Nath Irathen en Kabylie et mort le 5 décembre 1994 dans le 13e arrondissement de Paris, est un militaire et personnalité politique algérien.
Engagé volontaire dans la Wehrmacht pendant la Seconde Guerre mondiale, puis durant la guerre d'Algérie colonel responsable de la Wilaya III promu chef d'état-major de l'ALN, il devient après l'indépendance de l'Algérie député, puis ministre et vice-président de la République.

## Biographie

### Enfance et jeunesse
Mohammedi Saïd nait le 27 décembre 1912 à Aït Frah, près de Fort-National (actuellement Larbaâ Nath Irathen) en Kabylie.
Militant de l'Étoile nord-africaine dès son adolescence puis au Parti du peuple algérien, il effectue son service militaire au sein de l'armée française en 1933 comme sous-officier mais refuse de s'y engager comme instructeur ainsi que le lui proposaient ses supérieurs.

### Engagement dans la Seconde guerre mondiale
Pendant la Seconde Guerre mondiale, Saïd Mohammedi s'engage dans la Wehrmacht en 1941 à Stahnsdorf et prête serment avec le grade de Feldwebel au Kradschützen-Bataillon 4 (Panzerdivision) puis rejoint la Légion arabe libre à Zwettl en Autriche avant de servir au sein du Deutsch-arabisches Bataillon 845 pendant 6 semaines en Grèce.
Il est par la suite transféré à l'école d'agent de renseignement « Kloster » du haut commandement de la Wehrmacht (Oberkommando der Wehrmacht) à Belzig (Bad Belzig) avant d'intégrer le Sonderkommando Wimmer, commando de choc de la Wehrmacht fondé par le colonel Franz Wimmer-Lamquet (SS-Standartenführer), où il fut parachuté derrière les lignes ennemies dans de nombreuses opérations spéciales de l'Abwehr notamment en Afrique du Nord et sur le front yougoslave contre les partisans de Josep Broz Tito. Le Sonderkommando Wimmer était directement subordonné à Adolf Hitler après la mort de Reinhard Heydrich en juin 1942.
Au cours d'un séjour à Berlin il est décoré de la Croix de fer de première classe.

Saïd Mohammedi en uniforme de l'armée de l'Allemagne nazie.

Promu Oberleutnant (lieutenant) durant l'été 1944, il est envoyé par l'Abwehr avec cinq autres compagnons d'armes (Allemands et Algériens) en mission de renseignement et de sabotage en Algérie afin de créer un soulèvement nationaliste. Il est arrêté quelque temps après son parachutage dans la région de Tébessa. De cet épisode, il gardera son Stahlhelm (casque allemand) et ses armes qu'il avait confiés à des militants nationalistes algériens avant son arrestation, qui lui serviront pendant la guerre d'Algérie.

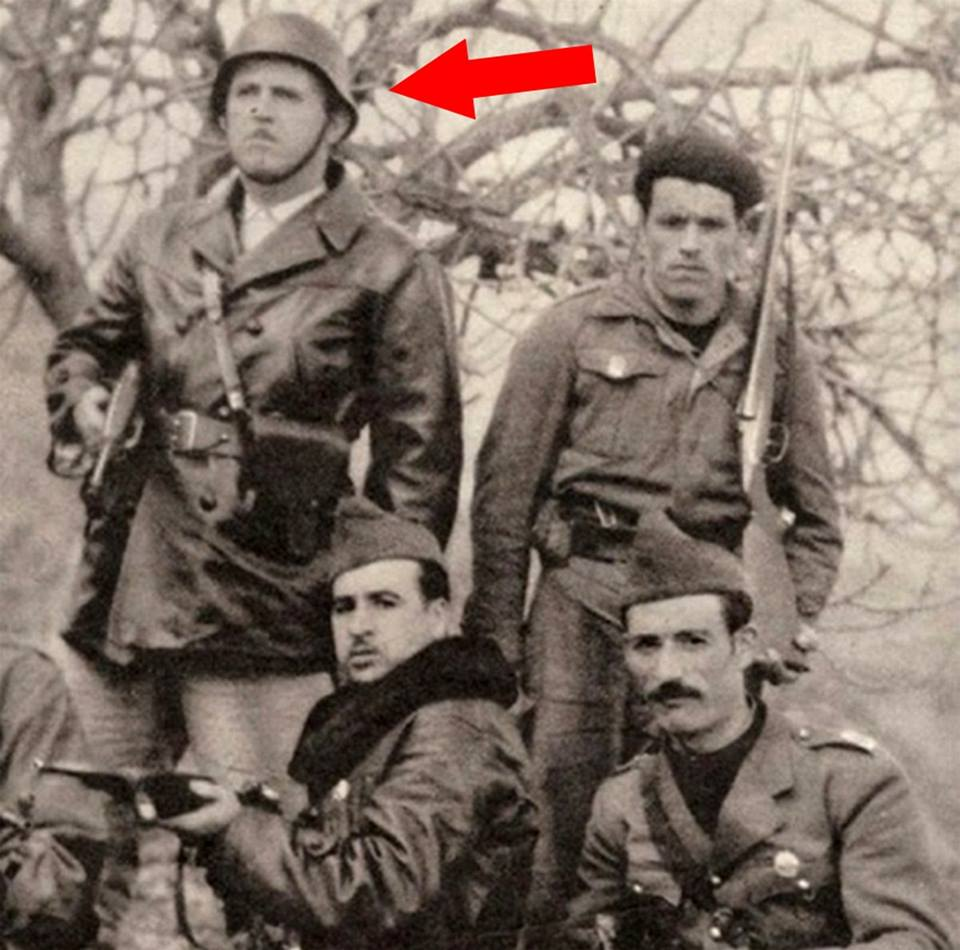
Said Mohammedi posant dans un maquis du FLN avec son casque de l'armée de l'Allemagne nazie.

Il est jugé au tribunal de Constantine le 23 octobre 1944. Condamné à mort, commué à perpétuité, il est interné dans la prison de Lambèse dans l'est algérien. Le colonel Franz Wimmer-Lamquet présente Said Mohammedi comme son meilleur agent dans son livre Balkenkreuz und Halbmond et précise qu'en cas de succès il aurait été décoré par Hitler en personne. De son côté, dans une lettre du 19 mars 1989 à Wimmer-Lamquet, Said Mohammedi, rappelant l'importance des engagés arabes dans l'armée de l'Allemagne hitlérienne, précise que « de nombreux djounoud [combattants de l'ALN] qui combattaient avec l'Allemagne sont tombés au champ d'honneur au cours de notre guerre de libération. »

### Engagement dans la guerre d'Algérie
Après sa condamnation à mort commuée de 1944, il bénéficie d'une libération conditionnelle en 1952. Il prend alors contact avec des cadres de la zone III (future Wilaya III) dont Krim Belkacem et Amar Ouamrane avant de passer dans la clandestinité et de participer au déclenchement de la guerre de libération nationale sous le nom de guerre « Si Nacer ».
En 1956, il participe au congrès de la Soummam avec Krim Belkacem dont il est le premier adjoint, à l'issue duquel il devient 1er colonel et chef de la Wilaya III, avec comme adjoint les commandants Amirouche Ait Hamouda, Abderrahmane Mira et le commandant Kaci. Il devient également membre du CNRA.
Au printemps 1957, après que certains de ses hommes ont connu des revers près d'un douar acquis au MNA (Mouvement national algérien), rival du FLN, il ordonne une action de représailles contre celui-ci. Cet épisode est connu sous le nom de massacre de Melouza au cours duquel sont abattus plus de 315 hommes, majoritairement des civils. Si son subordonné Abdelkader Barriki, selon plusieurs témoignages concordants, semble le principal responsable du massacre sur place, Saïd Mohammedi en revendiquera plus tard la responsabilité,.
Connu pour ses discours mobilisateurs, il organisa avec succès les troupes et leur inculqua la rigueur et l'esprit militaire, faisant de la Wilaya III la plus puissante et la mieux organisée des wilayas, fait qui lui vaudra d'être choisi par ses pairs pour rejoindre l'Académie des officiers supérieurs du Caire pour parfaire sa formation militaire supérieure. À la suite de cela, il fut nommé par le GPRA Chef d'État-Major. Il prit ainsi le commandement de l'ALN.
En 1957, il est nommé chef du Comité d'organisation militaire (COM) par le comité de coordination et d'exécution. Après une première réorganisation il s'occupe du COM Est, qui regroupait les représentants des Wilaya l, II, III et une partie de la IV.
Lors d'une deuxième réorganisation du COM, il est nommé ministre d'État du GPRA, jusqu'à l'indépendance de l'Algérie.

### Dans l'Algérie indépendante
Il est élu membre du Bureau politique au congrès de Tripoli, chargé du secteur de l'Éducation et de la Santé publique. Député de Tizi Ouzou le 20 septembre 1962, il est nommé vice-président de la République ministre des Anciens combattants et des victimes de la guerre. Le 16 mai 1963, il devient 2e vice-président du Conseil, et membre du Comité Central et du Bureau Politique du FLN le 24 avril 1964. Toujours député, il est écarté par Ben Bella ; il perd son poste ministériel lors du remaniement du 2 décembre 1964, à la suite de son opposition au pouvoir personnel de Ben Bella qui se met en place progressivement. Il appela à rendre la parole au peuple et à des élections libres.
En 1965, il devient membre du Conseil de la Révolution, après le coup d'état de Houari Boumediene. En 1967, lors de la commémoration de la mort d'Amirouche Aït Hamouda au village de Tassaft Ouguemoun, il donne un dernier meeting dans lequel il dénonce la politique autocratique de Boumediene, qu'il qualifie de despote dictateur ; ce dernier l'assigne en résidence surveillée pendant trois ans.
À la fin des années 1980, il apporte son entier soutien au Front islamique du salut. Au sein du F.L.N. et du premier gouvernement de l'Algérie, il penchait déjà pour un retour aux mœurs et règles islamiques. En 1991, dans le documentaire Les Années algériennes, Said Mohammedi justifie le massacre de Melouza.
À l'automne 1994, peu avant son décès, alors qu'il était déjà malade et hospitalisé à l'hôpital militaire d'Aïn Naâdja à Alger, son ancien chef de cabinet Chérif Abtroun rapporte dans son livre que les responsables du pays, au plus haut niveau, avaient sollicité Said Mohammedi pour la recherche d'une solution d'apaisement, ce dernier les exhorta à « continuer d’œuvrer dans le bon sens pour rétablir la concorde et le pardon entre les enfants de notre chère patrie ».
En octobre 1994, alors qu'il souffrait d'une pathologie pulmonaire, ses médecins ainsi que certains hauts cadres de l'Etat lui suggéraient un transfert vers l'hôpital parisien de la Pitié-Salpêtrière, avec lequel des conventions existaient. Il refusa catégoriquement dans un premier temps. Le mois suivant, son état se dégrada sévèrement et sous la pression familiale, il finit par s'y rendre.
Il meurt le 5 décembre 1994 à Paris.

## Décorations
- Ahid de l'ordre du Mérite national d'Algérie.

## Publication
- L'islam porte en lui le socialisme, Le Caire, Dar El Watani, Sd., 59 p. (en français) et 52 p. (en arabe)[3].

### Filmographie
- Benjamin Stora, Philippe Alfonsi, Bernard Favre et Patrick Pesnot, Les années algériennes, Ina/France 2/Nouvel Observateur, 1991, 3 films de 52 min, deuxième partie : Les tricheurs (en ligne : site de B. Stora et vidéo Les tricheurs sur Archive). — Présentation du massacre de Melouza par Vidal-Naquet à 27:50 et 28:10/27. — Aveu de Saïd Mohammedi à 28:54 (30:00: « il fallait en finir ») et 34:12 (« c'était des traitres... c'était un devoir sacré ») jusqu'à 29:58.